# Аутори, Франко
Франко Аутори (итал. Franco Autori; 1903, Неаполь — 1990, Талса) — американский дирижёр итальянского происхождения.

## Биография
С юных лет подрабатывал в оперных театрах Неаполя, Венеции, Катании, Генуи, учился у Пьетро Масканьи и Риккардо Дзандонаи. В 1928 году эмигрировал в США, некоторое время работал в различных оперных труппах, главным образом в Чикаго. Утверждается, что роман Аутори с молодой певицей послужил сюжетной основой для завоевавшего несколько «Оскаров» фильма «Одна ночь любви» (1934).
В 1932—1934 годах Аутори руководил летними концертами Далласского симфонического оркестра. Затем он подписал контракт с Федеральным музыкальным проектом, направившим его для выступлений в Баффало; установив хороший контакт с музыкантами Филармонического оркестра Баффало, Аутори в 1936 году стал вторым по счёту музыкальным руководителем оркестра и оставался во главе коллектива до 1945 году — отметив, в частности, большим концертом появление у оркестра в 1940 году собственной концертной площадки; в программу этого концерта входила, наряду со скрипичным концертом Бетховена и Первой симфонией Брамса, Токката и фуга ре минор Иоганна Себастьяна Баха в собственной оркестровке Аутори. Не менее заметным событием стало последнее выступление оркестра под руководством Аутори в 1945 году, ознаменовавшееся первым в городе исполнением «Портрета Линкольна» Аарона Копленда, при котором в роли чтеца выступил поэт Карл Сэндберг.
В 1945—1953 годах Аутори возглавлял Симфонический оркестр Шотокуа, в 1949—1959 годах работал в Нью-Йоркском филармоническом оркестре, а в 1961—1971 годах руководил Талсинским филармоническим оркестром. В 1985 году он встал за пульт перед Филармоническим оркестром Баффало на юбилейном концерте к 50-летию коллектива, которым он руководил сорока годами раньше.